# Mateo Vaca y Laguna
Mateo José Cabeza de Vaca y Pérez de Laguna (Badajoz, 1826-Badajoz, 1889) fue un político español, senador en las Cortes de la Restauración. Ostentó el título nobiliario de marqués de Fuente Santa.

## Biografía
Nacido el 21 de octubre de 1826 en Badajoz, heredó en 1873 el marquesado de Fuensanta, fundado en 1818. Comenzó su participación en política en 1852, año en cuyas elecciones se mostró en contra de las reformas de Bravo Murillo. Las fuentes le hacen alcalde de Badajoz o de Villafranca de los Barros, localidad donde contrajo matrimonio en 1852 con Josefa Sánchez Arjona Cabeza de Vaca.
Durante el Sexenio Democrático estuvo retraído según Las primeras cámaras de la regencia. Al parecer durante esta etapa habría ingresado en el carlismo, si bien tras la Restauración aceptó el nuevo orden. En 1876 se afilió al partido constitucional, poniéndose al lado de Sagasta y tras varios años en la oposición logró ser nombrado senador por la provincia de Badajoz. En las elecciones de 1884 fue derrotado por su contrincante conservador.
Según la obra Las primeras cámaras de la Regencia era «partidario del establecimiento del Jurado y de la enajenación de los montes públicos; quiere las reformas militares compatibles con el Presupuesto, el aumento de la Guardia Civil, el de carreteras y la creación de Bancos Agrícolas, como condiciones para que la agricultura viva, y tratados de comercio con reciprocidad». Fue senador varios años durante la década de 1880.
Caballero de la Real Maestranza de Ronda y gran cruz de Isabel la Católica, falleció en la finca de La Cocosa, en el término municipal de Badajoz, el 19 de diciembre de 1889.